# Radu Corbu
Radu S. Corbu (n. 1864, Bordei Verde, Brăila – d. 1941, București) a fost profesor de gimnastică, colaborator apropiat a lui Spiru Haret. A fost unul din pionierii învățământului sportiv în România, conducând comisia care a elaborat regulamentul oficial al jocului de oină, introdus de Spiru Haret ca disciplină obligatorie în școli. 

## Activitatea
Radu S. Corbu a urmat studii de specializare în gimnastică,  la Viena, Breslau. Revenit în țară este numit Profesor de gimnastică și arme la primul liceu real din țară, Liceul „Nicolae Bălcescu” din Brăila, unde va funcționa neîntrerupt între anii 1887-1929. A ocupat și funcții administrative în conducerea liceului, cum ar fi cele de secretar și subdirector.
Spiru Haret, ministrul instrucțiunii publice îl numește în 1898 pe profesorul Corbu la conducerea comisiei care a elaborat și aprobat primul regulament al jocului de oină, regulament rămas în linii mari neschimbat, până astăzi. A fost membru fondator și conducător al Societății Profesorilor de Educație Fizică și Sport (1905). A publicat studii de specialitate în revista „Gimnasticul român”. În 1899 a reprezentat România la Congresul Internațional de Gimnastică, de la Breslau.
Viitorul dramaturg Ioan Valjan, care i-a fost elev, îl descria astfel:

Domnul Corbu, profesorul de gimnastică e înalt, arătos, impunător, falnic. Are o barbă blondă de general rus și o ținută marțială. Domnul Radu S. Corbu e bătăuș și, când pune mâna pe un elev aflat în vină mare, reprede barba blondă în el, îi trage câteva palme serioase și, cu piciorul îl trimite din nou în clasă:

- Mă gâscane… Dacă nu ți-a băgat tat-tu mințile în cap ți le bag eu, gâscane…

## Distincții și recunoașteri
- Ordinul „Coroana României”, în grad de cavaler
- Medalia jubiliară „Carol I”
- Medalia „Răsplata Muncii pentru Învățământ”, clasa I
- Medalia „Răsplata Muncii pentru Învățământ”, clasa II[2]

## Lucrări
- Congresul de gimnastică ținut la Breslau (Germania) în 9/21-14/26 iulie 1894. Dare de séma făcută de R.S. Corbu, Profesor de gimnastică și arme la Liceul real și Gimnasiul clasic din Brăila. Brăila (întâia Tipo-Lith. Pericles M. Pestemalgioglu), 1895.
- Oina, joc gimnastic cu mingea. De R.S. Corbu, maestru de gimnastică și arme la Liceele N. Bălcescu și I.C. Massim din Brăila. Ed. II. Brăila ‘(Tipo-Lit. Moderna Max Fränkel), 1899.
- Oina, [de] R.S. Corbu. Profesor de gimnastică la Liceul Nicolae Bălcescu, Brăila. S.l., 1901.[4]